# Peromyia montivaga
Peromyia montivaga är en tvåvingeart som beskrevs av Jaschhof 2001. Peromyia montivaga ingår i släktet Peromyia och familjen gallmyggor. Inga underarter finns listade i Catalogue of Life.